# Phygadeuon striiventris
Phygadeuon striiventris är en stekelart som beskrevs av Hellen 1967. Phygadeuon striiventris ingår i släktet Phygadeuon och familjen brokparasitsteklar. Inga underarter finns listade i Catalogue of Life.